# Christian Tortzen
Christian Georg Tortzen (25. juni 1925 i Svendborg – 1. september 2012 i Hillerød) var en dansk søfartshistoriker, far til Christian Gorm Tortzen, Tue Tortzen, der er fagforeningsmand og byrådspolitiker i Hillerød og døtrene Katrine, Dorte og Karen.
Christian Tortzen var søn af redaktør Christian G. Tortzen og Ebba Tortzen, blev student fra Frederiksborg Statsskole 1944 og cand.mag. 1951 med historie som hovedfag og gymnastik som bifag. Han var adjunkt, siden lektor på Bagsværd Kostskole (1952-58) og Frederiksborg Statsskole (1958-72) og fra 1972 amanuensis, siden lektor på Roskilde Universitetscenter. I oktober 1982 modtog han ved samme universitet den filosofiske doktorgrad for værket Søfolk og skibe under Anden Verdenskrig og blev dermed RUC's første doktor inden for humaniora. Han gik på pension i 1996.
Bogen Gilleleje oktober 1943 (1970) var et resultat af hans forskning i besættelsestidens historie.
Han blev gift første gang 5. maj 1949 i Hillerød med bibliotekar Vibeke Dilling Larsen. Han var gift anden gang med tandlæge Vibeke Dehlbæk. De boede i Frejlev på Østlolland, hvor han var formand for den lokale afdeling af Danmarks Naturfredningsforening.

## Forfatterskab
- Gotland 1361: Forudsætningerne. Overleveringen, 1961.
- Gilleleje oktober 1943, 1970.
- Søfolk og skibe 1939-1945. Den danske handelsflådes historie under anden verdenskrig, bind 1-5, Grafisk Forlag 1981-85. ISBN 87-429-4202-0, ISBN 87-429-4214-4, ISBN 87-429-4204-7, ISBN 87-429-4216-0, ISBN 87-429-4206-3, ISBN 87-429-4218-7, ISBN 87-429-4210-1, ISBN 87-429-4220-9:
  - Bd. 1: Ind i krigen, 1981.
  - Bd. 2: Overgangstid, 1982.
  - Bd. 3: De første år, 1983.
  - Bd. 4: De første år [i.e. De sidste år], 1985.
  - [Bd. 5]: Sammenfattende redegørelse, 1981.
- Krigssejlerne: Træk af dansk skibsfarts historie 1939-1945, Forlaget Pantheon 1995. ISBN 87-90108-08-6
- En sømand han maa lide: Sømændenes Forbund 1897-1997, 2001 (bind 1) og 2007 (bind 2). ISBN 87-90108-15-9 og ISBN 978-87-90108-15-1
- Kampen på havet – Danske søfolk under Anden Verdenskrig, Informations Forlag 2011. ISBN 9788775142712